# Eternal Tears of Sorrow
Eternal Tears of Sorrow (abreviado como EToS) es una banda de death metal melódico formada en Pudasjärvi, Finlandia en 1994. Se caracteriza por incorporar elementos del metal sinfónico en sus canciones, a la vez que han sido considerados como una banda de metal gótico por algunas influencias de ese estilo que demuestran en su música. Los proyectos pre-EToS comenzaron desde el thrash metal pero pronto su estilo comenzó a cambiar hasta llegar al sonido que actualmente los caracteriza.

## Biografía
La banda fue formada oficialmente en 1994 por Jarmo Puolakanaho, Altti Veteläinen y Olli-Pekka Törrö, después de varios proyectos previos donde mezclaban el thrash metal con influencias del death metal y el doom metal. En estos proyectos pre-EToS participaron varias personas que luego serían parte de Eternal Tears of Sorrow.
Andromeda estaba en receso desde 1992 debido a que su lugar de ensayo sufrió un incendio. Puesto que no podían encontrar otro lugar para ensayar en su ciudad natal, los tres miembros decidieron comenzar un nuevo proyecto paralelo llamado M.D.C., con el cual grabaron un demo llamado Beyond the Fantasy en el otoño de 1993. Los temas del demo resultaron mejores de lo que esperaban, por lo que decidieron continuar con el proyecto.

## Discografía

### Álbumes
- Sinner's Serenade (1997)
- Vilda Mánnu (1998)
- Chaotic Beauty (2000)
- A Virgin and a Whore (2001)
- Before the Bleeding Sun (2006)
- Children of the Dark Waters (2009)
- Saivon Lapsi (2013)

### Singles
- Last One For Life (sólo en Finlandia) (2001)
- Tears Of Autumn Rain (2009)

### Demos
- The Seven Goddesses of Frost - (mayo de 1994)
- Bard's Burial - (octubre de 1994)

### Demos Pre-EToS
- The Fourth Dimension - (como Andromeda, mayo de 1992)
- II (Demo incompleto) - (como Andromeda, agosto de 1992)
- DWN (Demo instrumental) - (como D.W.N., junio de 1993)
- Beyond the Fantasy - (como M.D.C., octubre de 1993)

## Miembros
- Altti Veteläinen - Voces, Bajo
- Jarmo Kylmänen - Voces limpias
- Jarmo Puolakanaho - Guitarra
- Janne Tolsa - Teclados
- Juho Raappana - Batería

### Miembros anteriores
- Olli-Pekka Törrö - Guitarra entre 1994-1999
- Pasi Hiltula - Teclados entre 1999-2003
- Antti-Matti Talala - Guitarra, Batería entre 1997-2000
- Antti Kokko - Guitarra entre 2000-2003
- Petri Sankala - Batería entre 1999-2008
- Risto Ruut - Guitarra entra 2005-2009

### Músicos invitados
- Heli Luokkala - en Vilda Mánnu
- Kimberly Goss - en Chaotic Beauty
- Juha Kylmänen - en A Virgin and a Whore
- Jarmo Kylmänen - en Before the Bleeding Sun
- Miriam "Sfinx" Renvåg - en Before the Bleeding Sun
- Tony Kakko - en Before the Bleeding Sun
- Marco Hietala - en Before the Bleeding Sun

### Acompañantes en giras
- Petri Sankala - Batería en giras de 1997 y 1999
- Antti Kokko - Bajo en giras del 1997 y 1998
- Pekka Kokko - Bajo en gira de 1999
- Heidi Määttä - Teclados en gira del 2000, reemplazo temporal de Pasi Hiltula.
- Juha Kylmänen - Voces limpias en gira del 2001
- Veli-Matti Kananen - Teclados en giras del 2006 y 2007, reemplazo temporal de Janne Tolsa.
- Tuomo Laikari - Batería en giras del 2006 y 2007, reemplazo temporal de Petri Sankala.
- Jarmo Kylmänen - Voces limpias en giras del 2006 y 2007

- Datos: Q377524
- Multimedia: Eternal Tears of Sorrow / Q377524